# Angel Robinson (cestista 1987)
Angelica Danielle Robinson, detta Angel (Chester, 20 aprile 1987), è un'ex cestista statunitense naturalizzata montenegrina, professionista nella WNBA.

## Carriera
È stata selezionata dalle Los Angeles Sparks al secondo giro del Draft WNBA 2010 con la 20ª chiamata assoluta.
Con il Montenegro ha disputato due edizioni dei Campionati europei (2015, 2017).